# Ostrowiec Sławieński
Ostrowiec Sławieński – zlikwidowany przystanek Sławieńskiej Kolei Powiatowej w Ostrowcu w województwie zachodniopomorskim, w Polsce. Przystanek został zlikwidowany w kwietniu 1945 roku.